# Ma Guangtong
Pour les articles homonymes, voir Ma.
Dans ce nom chinois, le nom de famille, Ma, précède le nom personnel.
Ma Guangtong, né le 5 mai 1995, est un coureur cycliste chinois. 

## Palmarès et résultats

### Palmarès par année
- 2013
  - 2e du championnat de Chine sur route
- 2015
  - 2e étape du Tour de Thaïlande
  - 2e du Tour of Yancheng Coastal Wetlands
- 2016
  -  Champion de Chine sur route
- 2017
  - 2e du Tour de Thaïlande
  - 2e du championnat de Chine sur route

### Classements mondiaux
| Année                                 | 2015 | 2016  | 2017 |
| ------------------------------------- | ---- | ----- | ---- |
| Classement mondial                    |      | 2132e | 639e |
| UCI Asia Tour                         | 51e  | 412e  | 58e  |
|                                       |      |       |      |
| Légende : nc = non classéSource : UCI |      |       |      |